# Клаус Томсен
Клаус Томсен (дан. Claus Thomsen, нар. 31 травня 1970, Орхус) — данський футболіст, що грав на позиції півзахисника.
Виступав, зокрема, за клуби «Орхус» та «Вольфсбург», а також національну збірну Данії.

## Клубна кар'єра
Народився 31 травня 1970 року в місті Орхус. Вихованець футбольної школи клубу «Орхус». Дорослу футбольну кар'єру розпочав 1989 року в основній команді того ж клубу, в якій провів п'ять сезонів, взявши участь у 120 матчах чемпіонату.  Більшість часу, проведеного у складі «Орхуса», був основним гравцем команди.
Згодом з 1994 по 1998 рік грав у складі команд «Іпсвіч Таун», «Евертон» та «Академіск».
У 1998 році перейшов до клубу «Вольфсбург», за який відіграв 4 сезони. Завершив професійну кар'єру футболіста виступами за команду «Вольфсбург» у 2002 році.

## Виступи за збірні
Протягом 1989–1992 років залучався до складу молодіжної збірної Данії. На молодіжному рівні зіграв у 18 офіційних матчах, забив 3 голи.
У 1995 році дебютував в офіційних матчах у складі національної збірної Данії.
У складі збірної був учасником чемпіонату Європи 1996 року в Англії.
Загалом протягом кар'єри в національній команді, яка тривала 5 років, провів у її формі 20 матчів.

## Титули і досягнення
- Володар Кубок Данії (2):

«Орхус»: 1988, 1992